# جام شیردال و گاو بال‌دار
جام شیر دال و گاو بال‌دار یکی از اشیای باستانی است که در تپه مارلیک در رودبار استان گیلان واقع در ایران کشف شده‌است. در قسمت بالای این جام زرین، نقش شیر افسانه‌ای دال وجود دارد. شیر افسانه‌ای دال نیمی از بدنش شیر و نیم دیگرش دال (عقاب) است. این جام متعلق به حدود ۸۰۰ تا ۹۰۰ سال پیش از میلاد است. این جام از غاری در شمال غربی ایران دزدیده و سال ۲۰۰۳ از یک قاچاقچی عتیقه مصادره شد و در آمریکا نگهداری می‌شود شیردال‌ها را دارای قدرت شفابخش و همچنین پاسبانی از گنجینه‌ها می‌دانسته‌اند. طرح این موجود افسانه‌ای در بسیاری از مجسمه‌ها و بناهای باستانی ایران به کار رفته‌است.